# 屍營旅舍
是一部2012年美國和加拿大合拍的科幻恐怖喜劇電影，由德魯·戈達德（Drew Goddard）導演及聯合編劇，喬斯·溫登監製及聯合編劇。克莉絲汀·康諾利、法蘭·克南茲、克里斯·海姆斯沃斯、傑斯·威廉斯、安娜·哈契森、布萊德利·惠特福德和理查德·詹金斯聯合主演。電影2012年4月13日在美國上映。

## 故事
故事講述五名青年男女去森林度假屋遊玩，可是卻遇上恐怖血腥事件，遊玩變成被虐殺，但其實這並不是一間普通房屋。正當他們真真正正發現了問題時，事情早就向着超乎想像的方向發展⋯⋯而最後的真相，更顛覆了他們對於這個世界的認知⋯⋯處女、書生、運動健將、蕩婦、以及嗑藥傻瓜，若是犧牲完成，大地下的魔神才不會毀滅地球，最後生存下來的處女以及「愚人」混入了這個神秘組織的實驗室中。

## 演員
- 克莉絲汀·康諾利 飾演 戴娜[5][6][7][8]
- 法蘭·克南茲（英语：Fran Kranz） 飾演 馬丁
- 克里斯·海姆斯沃斯 飾演 寇特
- 安娜·哈契森（英语：Anna Hutchison） 飾演 茱莉絲
- 傑斯·威廉斯 飾演 霍登
- 理查德·詹金斯 飾演 加里·西特森
- 布萊德利·惠特福德 飾演 史蒂夫·哈德利
- 布萊恩·J·懷特（英语：Brian White） 飾演 丹尼爾·杜魯門
- 艾美·艾克 飾演 溫蒂·林[9]
- 雪歌妮·薇佛 飾演 导演
- 乔黛尔·弗兰 飾演 佩申斯·巴克纳
- 丹·佩恩 飾演 马修·巴克纳
- 湯姆·倫克 飾演 实习生罗纳德

## 製作歷史
電影在2009年3月於加拿大卑詩省溫哥華開始拍攝並於2009年5月29日完成。本片是Drew Goddard首次執導的電影。
Metro-Goldwyn-Mayer在2010年11月3日申請第11章破產保護令，不過電影仍然以MGM的Spyglass名義發行。
喬斯·溫登形容本片是他和Goddard嘗試令驚嚇電影重生之作。二人覺得自從出現了虐待色情電影之後，驚嚇電影已經走下坡。他稱之為一封給驚嚇電影的情書：
On another level it's a serious critique of what we love and what we don't about horror movies. I love being scared. I love that mixture of thrill, of horror, that objectification/identification thing of wanting definitely for the people to be alright but at the same time hoping they’ll go somewhere dark and face something awful. The things that I don't like are kids acting like idiots, the devolution of the horror movie into torture porn and into a long series of sadistic comeuppances. Drew and I both felt that the pendulum had swung a little too far in that direction.

## 發行
屍營旅舍本來安排在2010年2月5日上映，之後為了將電影改換為3D而延期至2011年1月14日。 不過在2010年6月17日，MGM宣佈由於公司的財政問題，電影的上映日期會無限期延遲。
在2011年3月16日，洛杉磯時報報導說新的MGM首席執行官Gary Barber和Roger Birnbaum在為Red Dawn和驚嚇電影屍營旅舍尋找買家。在2011年4月28日，電影發行權最後賣了給Lions Gate Entertainment Corporation， 有報導表示電影可能在2011年萬聖節上映。在2011年7月20日，Lionsgate宣佈他們已購入了電影的發行權，會在2012年4月13日上映。
2012年3月9日，電影的全球首映在美國的西南偏南電影節舉行。

## 票房
截至2012年5月2日，電影在北美洲的票房達到$36,104,767，加上在其他地區的$10,510,543，全球票房達到$46,615,310美元。
詭屋在香港上畫四天，票房達到港幣$1,438,122，一周成績僅次於喬斯·溫頓自己編導的另一作品《復仇者聯盟》。

## 評價
詭屋普遍獲得好評，爛番茄網站在181篇評論中總結出有90%的正面評價。 美國著名影評人羅傑·艾伯特給予 屍營旅舍三星評級。 
頭條日報的祁佳仕說：「看似只是悶死人沒命賠的恐怖片情節，原來慢慢引導觀眾步入編導預設好意料之外的高潮中，那一幕簡直瘋狂得讓人傻眼。」
AM730的月巴氏說：「這根本就是一次恐怖片感謝祭，一封給恐怖片的情書。懶勁的文化人大可以懶勁地說，片中充滿了對恐怖片的後設批判，很好，如果齣戲是奄奄悶悶的，不論是前設定後設，或批了甚麼判，我真係懶得理囉。所以，最重要還是有充足娛樂性。」
爽報的尋真說：「天馬行空意念發揮得揮灑自如，餵飽嗜血觀眾之餘也為驚慄經典寫下新註腳。」
蘋果日報的黃國兆說：「編導決心顛覆恐怖片類型，要有不同凡響的搞作。但說句老實話，我真的不覺得影片有多恐怖。」
2023年8月，爛番茄將本片列名為「100部最佳2010年代恐怖片」排行榜第19名。

## 外部連結
- 官方网站
- 互联网电影数据库（IMDb）上《The Cabin in the Woods》的资料（英文）
- AllMovie上《The Cabin in the Woods》的资料（英文）
- Box Office Mojo上《The Cabin in the Woods》的資料（英文）
- 爛番茄上《The Cabin in the Woods》的資料（英文）
- Metacritic上《The Cabin in the Woods》的資料（英文）